# Moruga wallaceae
Moruga wallaceae là một loài nhện trong họ Barychelidae. Loài này phân bố ờ Queensland.